# Rafael Navarro Mazuecos
Rafael Jesús Navarro Mazuecos (Salteras, Sevilla, 23 de febrero de 1994)  es un futbolista español que juega actualmente en el atletico central de la tercera Federación sevilla 

## Trayectoria
Navarro se formó en las categorías inferiores del Coria C.F., siendo reclutado en su último año juvenil por el Real Betis B.. Finalizada su etapa juvenil se incorporó al C.D. Gerena (3ª División), regresando al Real Betis B. al finalizar la temporada para reforzar el filial bético.
En la pretemporada de 2016 Navarro jugó varios partidos con el primer equipo, pasando a formar parte de la primera plantilla para la temporada 2016/17. Debutó en 1ª División el 23 de septiembre de 2016 en la victoria (1-0) sobre el Málaga C.F. Tras dos temporadas en el estadio Benito Villamarín Navarro abandonó libre el club bético.
En verano de 2018, fue contratado por el Deportivo Alavés para las tres próximas temporadas, siendo cedido la primera de ellas al F.C. Sochaux-Montbéliard (Ligue 2), siendo el club galo convenido del conjunto vasco.
El 1 de julio de 2019 vuelve a la disciplina del conjunto vasco, tras un año cedido en el F.C. Sochaux-Montbéliard de la Ligue 2.
El 5 de octubre de 2020, el jugador firma por el NK Istra 1961 de la Prva HNL por una temporada, en calidad de cedido por el Deportivo Alavés.
El 12 de agosto de 2022, firmó por la Unión Deportiva San Sebastián de los Reyes de la Primera Federación.

## Clubes
| Club                              | País    | Año             |
| --------------------------------- | ------- | --------------- |
| C.D. Gerena                       | España  | 2013 - 2014     |
| Betis Deportivo                   | España  | 2014 - 2016     |
| Real Betis                        | España  | 2016 - 2018     |
| F.C. Sochaux-Montbéliard (Cesión) | Francia | 2018 - 2019     |
| Deportivo Alavés                  | España  | 2019 - 2022     |
| NK Istra 1961 (Cesión)            | Croacia | 2020-2022       |
| U. D. San Sebastián de los Reyes  | España  | 2022-actualidad |